# Жамбылов, Алимкул
Алимкул Жамбылов (каз. Әлімқұл Жамбылов, 9 мая 1927 года, аул Жамбыл современного Жамбылского района Алматинской области — 14 ноября 2015 года) — казахский акын. Внук Жамбула. Заслуженный работник культуры Казахстана (1979), народный акын Казахстана (1996).

## Краткая биография
Происходит из подрода Екей рода Шапрашты входящего в состав Старшего жуза. Алимкул рано остался без отца — в шесть месяцев — и поэтому его воспитанием занимался дед, отец его отца Тохтукулы (Тоққұлы) — акын Жамбыл. Внук унаследовал культурное наследие великого акына. Окончил Жамбылскую среднюю школу в 1944 году. В 20 лет, в 1947 году Алимкул окончил школу киноактеров и все последующие годы работал в сфере культуры. С 1947 по 1948 год работал в районном отделе культуры, в 1952—1994 годах — в прессе. Всего почти 50 лет работал в сфере культуры.
Алимкул стал продолжателем казахского словесного искусства — айтыса. Состязался в айтысах с М.Кокеновым, А.Сарыбаевым, А.Искаковым, Н.Лушниковой и др. Написал толгау-посвящения Жамбылу, Кенену, Умбетали, Турмагам-бету.
Cкончался 14 ноября 2015 года на 88-м году жизни.
Прощание с поэтом состоялось 16 ноября в 10:00 в поселке Жамбыл.

## Награды и звания
- Медаль «В ознаменование 100-летия со дня рождения Владимира Ильича Ленина» (1970);
- Орден «Знак Почёта»;
- Медаль «Ветеран труда»;
- почётное звание «Заслуженный работник культуры Казахской ССР» (1979);
- почётное звание «Народный акын Казахстана» (1996);